# آرامگاه‌های غربی چینگ
آرامگاه‌های غربی چینگ (انگلیسی: Western Qing tombs) در فاصله‌ای حدود ۱۴۰ کیلومتر (۸۷ مایل) جنوب غربی پکن و در شهرستان یی (هبئی) واقع شده‌اند. این مجموعه یک شهر مردگان است که شامل چهار آرامگاه سلطنتی می‌شود و محل دفن ۷۸ عضو خانواده سلطنتی از جمله چهار امپراتور دودمان چینگ، امپراتریس‌ها، همسران سلطنتی، شاهزادگان و شاهزاده‌خانم‌ها و همچنین برخی از خدمت‌کاران دربار است.

## تاریخچه
ساخت مقبره‌های غربی دودمان چینگ به دستور امپراتور یونگ‌ژنگ آغاز شد. او با شکستن سنت‌های پیشین، تصمیم گرفت که در مقبره‌های شرقی دودمان چینگ دفن نشود. برخی معتقدند که این تصمیم به دلیل تلاش یونگ‌ژنگ برای حذف برادران خود و تصاحب غیرقانونی تاج و تخت بوده و او نمی‌خواست در کنار پدرش، کانگ‌شی، دفن شود، هرچند این ادعا اثبات نشده است.
پس از او، پسرش امپراتور چیان‌لونگ تصمیم گرفت که خود در مقبره‌های شرقی دفن شود و مقرر کرد که دفن اعضای سلطنتی به‌صورت متناوب میان مقبره‌های شرقی و غربی انجام شود. با این حال، این تصمیم همیشه رعایت نشد.
نخستین آرامگاه در این مجموعه، تالینگ (Tailing)، در سال ۱۷۳۷، دو سال پس از پایان سلطنت یونگ‌ژنگ، تکمیل شد. آخرین دفن سلطنتی در سال ۱۹۱۳ انجام شد که امپراتور گوانگشو در آرامگاه چونگ‌لینگ (崇陵) به خاک سپرده شد. آرامگاه چونگ‌لینگ در سال ۱۹۳۸ توسط سارقان غارت شد و اکنون اتاق تدفین آن برای بازدید عموم باز است.

## آرامگاه‌های اصلی

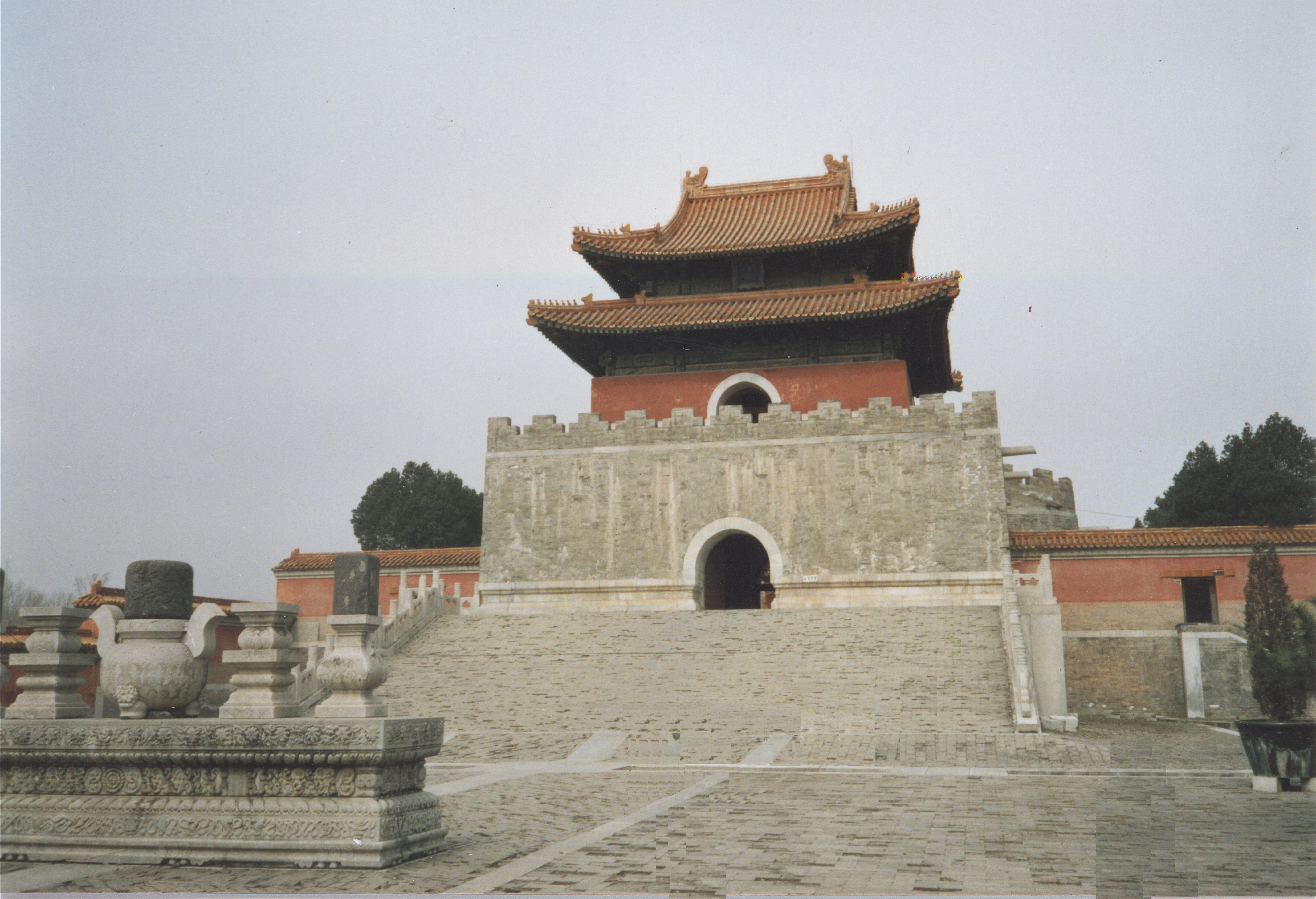
چونگ‌لینگ، آرامگاه امپراتور گوانگشو

چهار آرامگاه در آرامگاه‌های سلطنتی دودمان چینگ غربی عبارتند از:
- تایلینگ (چینی: 泰陵; پین‌یین: Tàilíng) برای امپراتور یونگ‌ژنگ (۱۶۷۸–۱۷۳۵، سومین امپراتور)
- چانگ‌لینگ (چینی: 昌陵; پین‌یین: Chānglíng) برای امپراتور جیاگینگ (۱۷۶۰–۱۸۲۰، پنجمین امپراتور)
- مولینگ (چینی: 慕陵; پین‌یین: Mùlíng) برای امپراتور دائو گوآنگ (۱۷۸۲–۱۸۵۰، ششمین امپراتور)
- چونگ‌لینگ (چینی: 崇陵; پین‌یین: Chónglíng) برای امپراتور گوانگشو (۱۸۷۱–۱۹۰۸، نهمین امپراتور)

پویی در یک قبرستان تجاری پشت آرامگاه امپراتور گوانگشو دفن شده است. اگرچه این قبر به‌طور رسمی بخشی از آرامگاه‌های سلطنتی دودمان چینگ غربی نیست، اضافه کردن پویی تعداد امپراتوران دفن‌شده در این مکان را به پنج نفر افزایش می‌دهد، همان‌طور که در آرامگاه‌های سلطنتی دودمان چینگ شرقی نیز پنج امپراتور دفن شده‌اند.